# Elisabeth von Aspern-Buchmeier
Elisabeth von Aspern (1905 Rőttis – 1989 Kanada) byla německá spisovatelka, autorka 610 příběhů legendárního Toma Sharka, které napsala pod pseudonymem Pitt Strong, který zde vystupuje jako jeho největší přítel a nejbližší spolupracovník a vypravěč. Dále napsala ve třicátých letech sérii Black Bird pod pseudonymem Harald West. Další pseudonymy: Elisabeth Ney, Eva Maria Bernauer, Hans Bundler, Ph. Collin, E. Haller, Harry Felden, Peter Glueck, William Graham, Margaret Malten, Fritz Nordmann, Peter Strunz, Harald Westmann, Bernard Zecht.

## Život
Šlo o německou baronku pocházející z významného šlechtického rodu von Aspernů. Dostalo se jí soukromého vzdělání, zabývala se hudbou a od roku 1928 psaním příběhů pro sešitové edice. Psát začala vlastně kvůli sázce se svými přáteli, kdy v době svého mládí v rozhořčení nad "dílem" některého z kolegů prohlásila, že dokáže napsat lepší povídky, které budou ihned publikovány. Během několika týdnů napsala tři povídky s Tomem Sharkem a odeslala je do nakladatelství Freya z Heidenau u Drážďan (Freya Verlag Dresden). Vydavatel jí zavolal již druhý den a žádal další povídky. Tuto sázku vyhrála (dvě lahve šampaňského) a počala chrlit povídky v neuvěřitelném tempu. V letech 1939–1941 musela postavy poněmčit a z Sharka se stal Greif, z Pitta Stronga zase Peter Strong a černošský sluha Bill dokonce změnil barvu pleti a stane se Karlem Maschkem. V roce 1941 německý cenzor zakázal vydávání Sharka-Greifa úplně a další příběh vyšel až roku 1949. V roce 1952 se provdala za významného vědce - prof. fyziky Buchmeira a emigrovala do Kanady.

## Dílo
- série Tom Shark jako Pitt Strong
- série Black Bird jako Harald West